# Isabella Lövin
Isabella Lövin (née le 3 février 1963 à Helsingborg) est une femme politique suédoise, membre du Parti de l'environnement Les Verts (MP).

## Biographie
Lors des élections européennes de 2009, elle est élue au Parlement européen, où elle siège au sein du groupe des Verts/Alliance libre européenne. Elle est réélue en 2014.
Le 3 octobre 2014, elle devient ministre de la Coopération internationale pour le développement dans le gouvernement Löfven.
Le 26 août 2020, elle annonce son souhait de quitter la politique et démissionne de son poste de ministre ainsi que du porte-parolat de son parti (Miljöpartiet).